# Abd-ar-Rahman ibn Muhàmmad ibn Múrxid
Abd-ar-Rahman ibn Muhàmmad ibn Múrxid fou un príncep munqídhida al servei dels aiúbides d'Egipte.
És famós perquè fou enviat per Saladí el 1191 a negociar amb l'imam almohade Yaqub al-Mansur la seva ajuda contra la flota dels francs que assetjaven Acre. Era una missió important i delicada que no va reeixir però no a causa a la incapacitat de l'enviat sinó a la política del moment.